# 西域湍蛙
西域湍蛙（学名：Amolops marmoratus），一种分布于印度、不丹、孟加拉国、尼泊尔、缅甸及泰国等地区的两栖动物，隶属于蛙科湍蛙属。
因克钦湍蛙（Amolops afghanus）曾被认为是本种的同物异名, 所以过去众多中文文献都在使用 Amolops afghanus 作为为西域湍蛙的学名。克钦湍蛙恢复有效性后，有研究人员认为中国境内的西域湍蛙分布记录实际上应该是克钦湍蛙。